# Hurst (Texas)
Hurst és una població dels Estats Units a l'estat de Texas. Segons el cens del 2000 tenia 36.273 habitants.

## Demografia
Segons el cens del 2000, Hurst tenia 36.273 habitants, 14.076 habitatges, i 10.261 famílies. La densitat de població era de 1.414,7 habitants/km².
Dels 14.076 habitatges en un 33,5% hi vivien nens de menys de 18 anys, en un 57,2% hi vivien parelles casades, en un 11,6% dones solteres, i en un 27,1% no eren unitats familiars. En el 22,4% dels habitatges hi vivien persones soles el 7,2% de les quals corresponia a persones de 65 anys o més que vivien soles. El nombre mitjà de persones vivint en cada habitatge era de 2,56 i el nombre mitjà de persones que vivien en cada família era de 2,99.
Per edats la població es repartia de la següent manera: un 25,5% tenia menys de 18 anys, un 8,3% entre 18 i 24, un 30,3% entre 25 i 44, un 23,6% de 45 a 60 i un 12,4% 65 anys o més.
L'edat mitjana era de 37 anys. Per cada 100 dones de 18 o més anys hi havia 91,2 homes.
La renda mitjana per habitatge era de 50.369$ i la renda mitjana per família de 57.955$. Els homes tenien una renda mitjana de 40.734$ mentre que les dones 29.551$. La renda per capita de la població era de 23.247$. Aproximadament el 4,5% de les famílies i el 6,6% de la població estaven per davall del llindar de pobresa.

## Poblacions més properes
El següent diagrama mostra les poblacions més properes.